# Hoppa Street Buggy
Hoppa Street Buggy ist ein britischer Hersteller von Automobilen.

## Vorgeschichte
John Warner, Barry Howard und Oliver Thorndale gründeten am 22. März 2004 das Unternehmen Fubar Factory in Stratford-upon-Avon in der Grafschaft Warwickshire. Sie begannen aber bereits 2002 oder 2003 mit der Produktion von Automobilen und Kits. Der Markenname lautete Hoppa.

## Unternehmensgeschichte
Barry Warner, der Vater von John Warner, setzt seit 2007 die Produktion im neuen Unternehmen Hoppa Street Buggy fort. Der Standort ist in Cullompton in Devon. Eine Quelle gibt an, dass die Produktion 2010 endete. Laut einer anderen Quelle werden noch Fahrzeuge hergestellt. Insgesamt entstanden bisher etwa fünf bis zehn Exemplare.

## Fahrzeuge
Im Angebot steht der Hoppa, auch Street Hoppa genannt. Er entspricht dem Son of a Beach von Fubar Factory. Dies ist ein moderner VW-Buggy. Die Basis bildet das Fahrgestell vom VW Käfer, das um 40 cm gekürzt wird. Die originalen Vierzylinder-Boxermotoren treiben die Fahrzeuge an. Jedoch kann auch ein Boxermotor von Subaru montiert werden.